# Pedro Santana Lopes
Pedro Miguel de Santana Lopes (født 29. juni 1956 i Campo Grande, Lissabon) er en portugisisk advokat og politiker. Han blev udnævnt til Portugal premierminister mellem 2004 og 2005. Han er tidligere og nuværende medlem af Portugals parlament.